# Guvernoratul Aswan
Guvernoratul Aswan (în arabă أسوان) este o unitate administrativă de gradul I, situată  în  partea de sud a Egiptului. Reședința sa este orașul Aswan.